# James R. Clapper

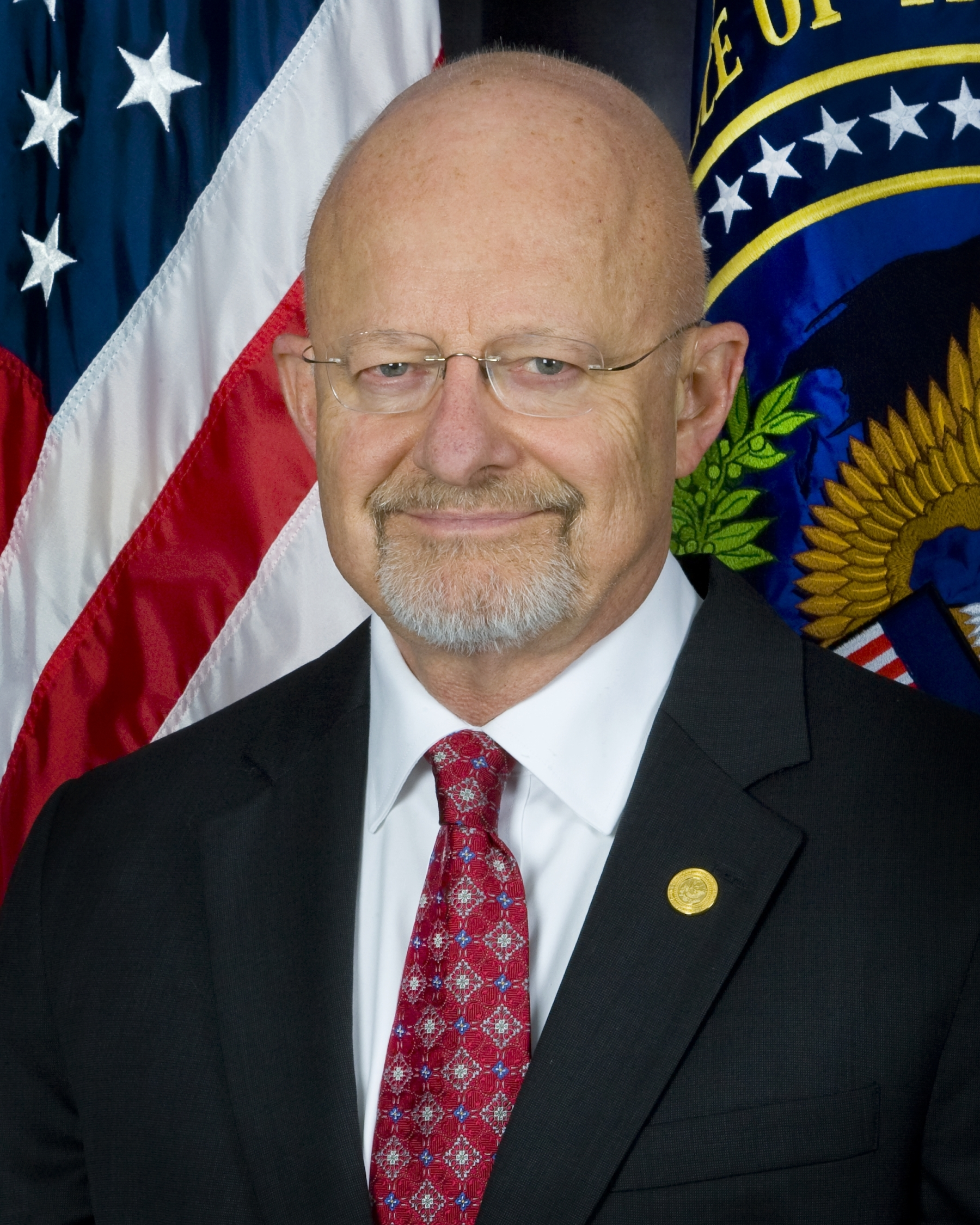
James R. Clapper (2010)

James Robert Clapper (* 14. März 1941 in Fort Wayne, Indiana) ist ein pensionierter General der United States Air Force. Er hatte verschiedene leitende Positionen innerhalb der United States Intelligence Community inne und war ab 2010 Nationaler Geheimdienstdirektor (DNI) und als solcher Koordinator der Nachrichtendienste der Vereinigten Staaten bis zum Ende der Amtszeit der Regierung Obama am 20. Januar 2017.
Seit August 2017 ist er als nationaler Sicherheitsanalytiker für CNN tätig.

## Leben

### Herkunft
Clapper wurde in Indiana geboren, sein Vater James Robert Clapper sr. war First Lieutenant, sein Großvater Priester der Episkopalkirche.

### Karriere

#### Militärische Laufbahn
Nach einer kurzen aktiven Dienstzeit im United States Marine Corps wechselte Clapper in seinem ersten Dienstjahr zum United States Air Force Reserve Officer Training Corps und absolvierte bis 1963 einen Bachelor-Studiengang in Politikwissenschaft an der University of Maryland. Die University of Maryland verließ er im Rang eines Second Lieutenants.
1964 wurde er zur Lackland Air Force Base in San Antonio, Texas, abkommandiert. Ende 1965 bis Ende 1966 folgte sein erster Einsatz im Indochinakrieg auf der Thai Air Force Base Tan Son Nhut (nahe Ho-Chi-Minh-Stadt). Zurück in Texas nahm er sein Studium wieder auf und erlangte 1970 an der St. Mary’s University in San Antonio den Mastergrad. Sein zweites Kommando führte ihn anschließend nach Thailand, wo er bei der dritten Abteilung des 6994th Security Squadron auf der Nakhon Phanom Royal Thai Air Force Base Tan Son Nhut (nahe Ho-Chi-Minh-Stadt) stationiert war. Insgesamt flog er während des Indochinakriegs 73 unterstützende Missionen über Laos und Kambodscha.
1971 wurde Clapper in Fort George G. Meade zum Assistenten des damaligen NSA-Direktors Noel Gayler. Danach war er Stabsoffizier und Berater des Kommandanten der Andrews Air Force Base in Maryland. Von 1974 bis 1975 absolvierte er das Armed Forces Staff College (heute Teil der National Defense University) auf der Maxwell Air Force Base in Norfolk (Virginia) und schloss dies mit Auszeichnung ab. Danach wurde er Leiter der Militärischen Aufklärung im hawaiianischen Camp H.M. Smith und 1978/1979 folgte ein weiteres Studium am National War College at Fort Lesley J. McNair. Zurück in Fort Meade und danach in Washington hatte er leitende Positionen im Electronic Security Command der Luftwaffe inne.
Ab 1985 bekleidete er den Rang eines Brigadegenerals, als dieser kommandierte er drei Großverbände:
- Streitkräfte der Vereinigten Staaten in Korea, 1985–1987
- Pazifikkommando der Vereinigten Staaten, 1987–1989
- Strategic Air Command, 1989/90

Nach zwei Jahren als allgemein verantwortlicher Nachrichtendienst-Offizier der US Air Force wurde er dann 1992 Direktor der Defense Intelligence Agency (D/DIA), bis er 1995 im Rang eines Lieutenant Generals aus dem aktiven militärischen Dienst ausschied.

#### Nachrichtendienstlicher Direktor
Von 2001 bis 2006 leitete Clapper die National Geospatial-Intelligence Agency (D/NGA).

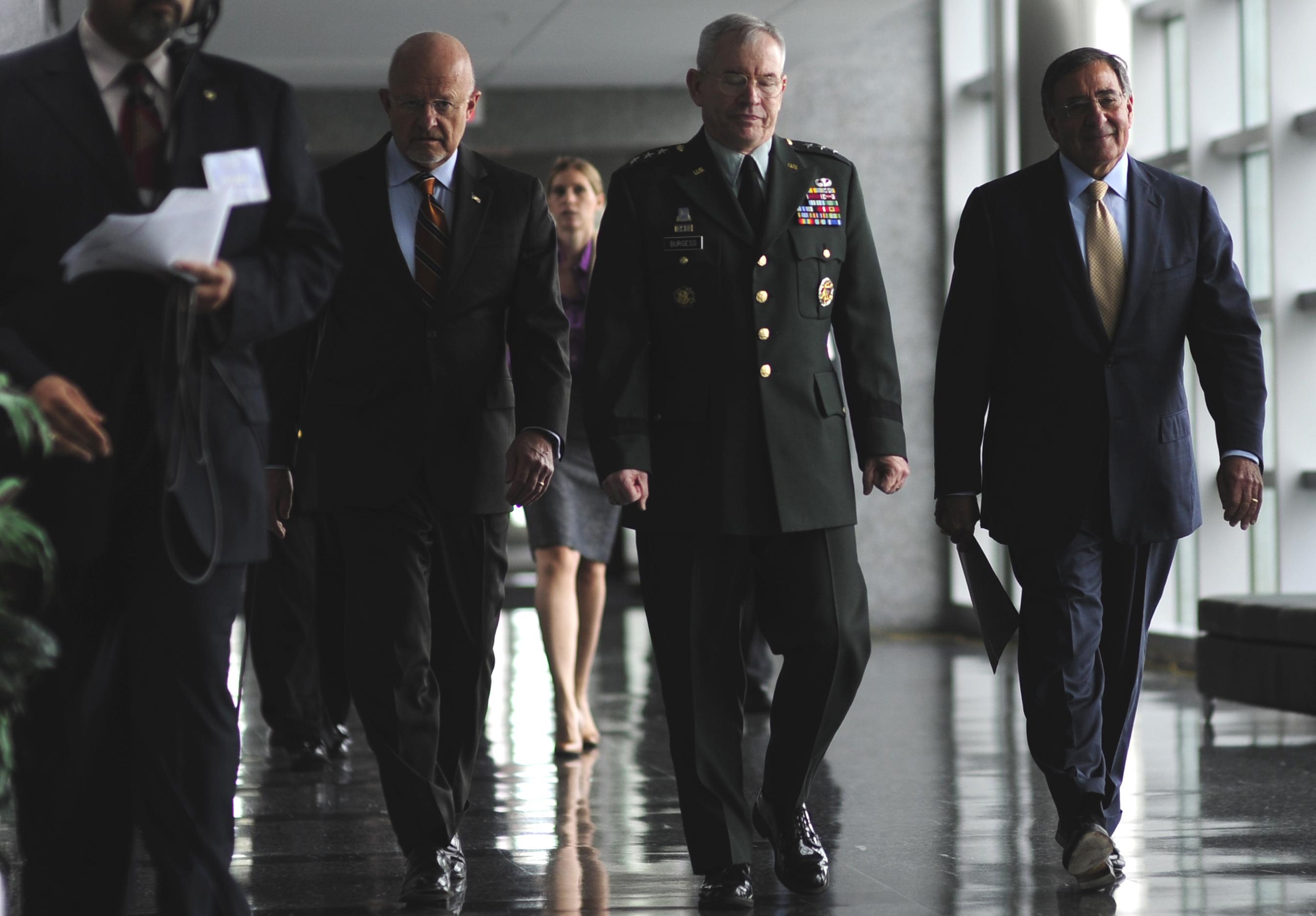
Clapper 2011 mit Ronald Burgess, Leiter der Defense Intelligence Agency und Verteidigungsminister Leon Panetta (rechts)

Er wurde am 5. Juni 2010 von US-Präsident Barack Obama als Direktor der nationalen Nachrichtendienste (DNI) vorgeschlagen und am 5. August 2010 vom US-Senat bestätigt.
Als solcher sagte er während der Überwachungs- und Spionageaffäre 2013 im Mai vor dem Kongressausschuss für Nachrichtendienste aus, dass die NSA nicht die Daten von (hunderten von) Millionen von US-amerikanischen Bürgern sammle (Frage eines Senators: "Does the NSA collect any type of data at all on millions or hundreds of millions of Americans?" Die Antwort Clappers: "No, sir."). Drei Wochen später gab er zu, dass Metadaten von Telefonanrufen und -geräten gespeichert und ausgewertet wurden oder werden.
Er blieb aber im Amt.
Am 17. November 2016, eine Woche nach dem Sieg von Donald Trump bei der US-Präsidentschaftswahl, kündigte Clapper vor dem Kongress seinen Rücktritt zum 20. Januar 2017 an. Nachfolger als DNI wurde am 16. März 2017 Dan Coats.
Am 7. Juni 2017 machte Clapper bei einem Vortrag eine Äußerung.
Die Watergate-Affäre verblasse im Vergleich mit der Russland-Affäre. Er sei „sehr besorgt über den Anschlag auf unsere Institutionen, der sowohl von einer externen Quelle wie Russland kommt als auch von einer internen Quelle wie dem Präsidenten selbst.“ Die Einmischung Russlands in den US-Präsidentschaftswahlkampf 2016 sei „in ihrer Direktheit und Aggressivität beispiellos“.

#### Tätigkeiten in der freien Wirtschaft
Clapper arbeitete nach 1995 bei verschiedenen Militärdienstleistern, hauptsächlich für Booz Allen Hamilton, aber auch für SRA International und Vredenburg.

#### Dozentur
2006/07 unterrichtete er Practice of Intelligence (etwa: „Angewandte Aufklärung“) an der privaten Georgetown University. Zudem ist er Ehrendoktor für Strategic Intelligence der National Intelligence University in Washington, D.C.; dort unterrichtete er auch als Gast-Professor.